# Johannes Mulder

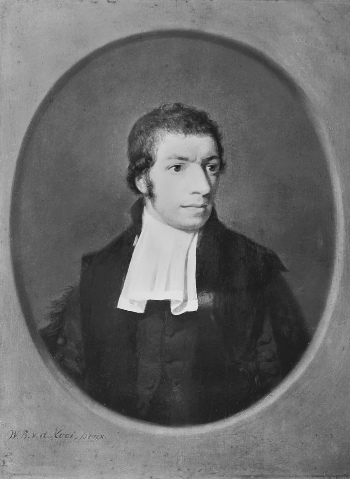
Johannes Mulder

Johannes Mulder (Franeker, 15 mei 1769 - Groningen, 18 november 1810) was een Nederlandse verloskundige.
Hij was enig kind van Claas Mulder, koopman en burgemeester van Franeker, en Aaltje Staalstra. Mulder startte zijn academische studies aan de Universiteit van Franeker op 28 juli 1785. Hij zou er filosofie en geneeskunde gaan studeren. De eerste jaren legde hij zich vooral toe op de natuurkundige vakken. Op 22 september 1790 behaalde hij de graad van doctor in de filosofie. Een week later liet hij zich inschrijven aan de Universiteit Leiden als student medicijnen.
Als student heeft Mulder een groot aantal thuisbevallingen gedaan. In 1792-93 maakte hij een studiereis naar Engeland. Aldus toegerust met praktische vaardigheid in de heelkunde maar vooral in de verloskunde, keerde Mulder begin 1794 in Nederland terug en behaalde hij zijn graad. 
Johannes Mulder trouwde op 30 november 1794 in Franeker met Hyke Sophia Saagmans. In 1796 werd hun zoon Claas Mulder geboren.
In 1797 hield Johannes Mulder zijn openbare rede aan de Universiteit van Franeker. Zoals in die tijd gebruikelijk was ontwierp elke hoogleraar in de verloskunde zijn eigen verlostang. In 1807 werd Mulder aan de Universiteit Groningen benoemd als hoogleraar, als voorwaarde eiste hij een eigen kliniek. Bij zijn intrede hield hij een rede over Petrus Camper.
Johannes Mulder overleed op circa 41-jarige leeftijd na een experimentele kaakoperatie.